# 12 edsvurna män
För andra betydelser, se 12 edsvurna män (olika betydelser).
12 edsvurna män (engelska: 12 Angry Men) är en amerikansk dramafilm från 1957 i regi av Sidney Lumet. Filmen, kretsande kring en tolvmannajury i kris, är baserad på TV-pjäsen med samma namn från 1954, skriven av Reginald Rose (som senare skrev om den till pjäs). I huvudrollerna ses Henry Fonda, Lee J. Cobb, Ed Begley, E. G. Marshall och Jack Warden. År 1997 gjordes en nyinspelning i regi av William Friedkin.

## Handling
En jury bestående av tolv män med olika bakgrunder och åsikter kallas in för att döma en misstänkt 18-årig man för ett mord. Från början verkar fallet solklart, men en av jurymedlemmarna är inte så säker. Från början röstar han för att mannen är oskyldig enbart för att starta en diskussion om saken; det måste ligga bortom rimligt tvivel att mannen är skyldig om han ska dömas och juryns dom måste vara enhällig. 
Ytterligare en faktor är att den åtalade automatiskt kommer att få dödsstraff om juryn finner honom skyldig. En efter en ändrar sig jurymedlemmarna efter att ha vridit och vänt på bevisningen och vittnesmålen. Frågan kvarstår; är mannen verkligen skyldig? Huvudparten av handlingen tar plats i juryns kvalmiga överläggningsrum.

## Rollista i urval
- Martin Balsam – Jurymedlem 1 (Juryordförande)
- John Fiedler – Jurymedlem 2
- Lee J. Cobb – Jurymedlem 3
- E.G. Marshall – Jurymedlem 4
- Jack Klugman – Jurymedlem 5
- Edward Binns – Jurymedlem 6
- Jack Warden – Jurymedlem 7
- Henry Fonda – Jurymedlem 8
- Joseph Sweeney – Jurymedlem 9
- Ed Begley – Jurymedlem 10
- George Voskovec – Jurymedlem 11
- Robert Webber – Jurymedlem 12